# Bray-lès-Mareuil
Pour les articles homonymes, voir Bray.
Bray-lès-Mareuil est une commune française située dans le département de la Somme en région Hauts-de-France.
La commune fait partie du projet de parc naturel régional Baie de Somme - Picardie maritime.

## Géographie

### Localisation
Bray-les-Mareuil est un village picard du Vimeu, limitrophe du Ponthieu.
À vol d'oiseau, la localité est située à 6 km au sud-est d'Abbeville, 10 km au sud-ouest d'Ailly-le-Haut-Clocher et à 36 km au nord-ouest d'Amiens.
Le territoire de la commune est limitrophe de ceux de cinq communes.
Les communes limitrophes sont  Bailleul, Eaucourt-sur-Somme, Huchenneville, Mareuil-Caubert et Érondelle.

### Hydrographie

#### Réseau hydrographique
La commune est située dans le bassin Artois-Picardie. Elle est drainée par la rivière du Doigt, la rivière de Bellifontaine, l'étang de l'Eauette, l'Ancienne Bellifontaine et un autre petit cours d'eau.

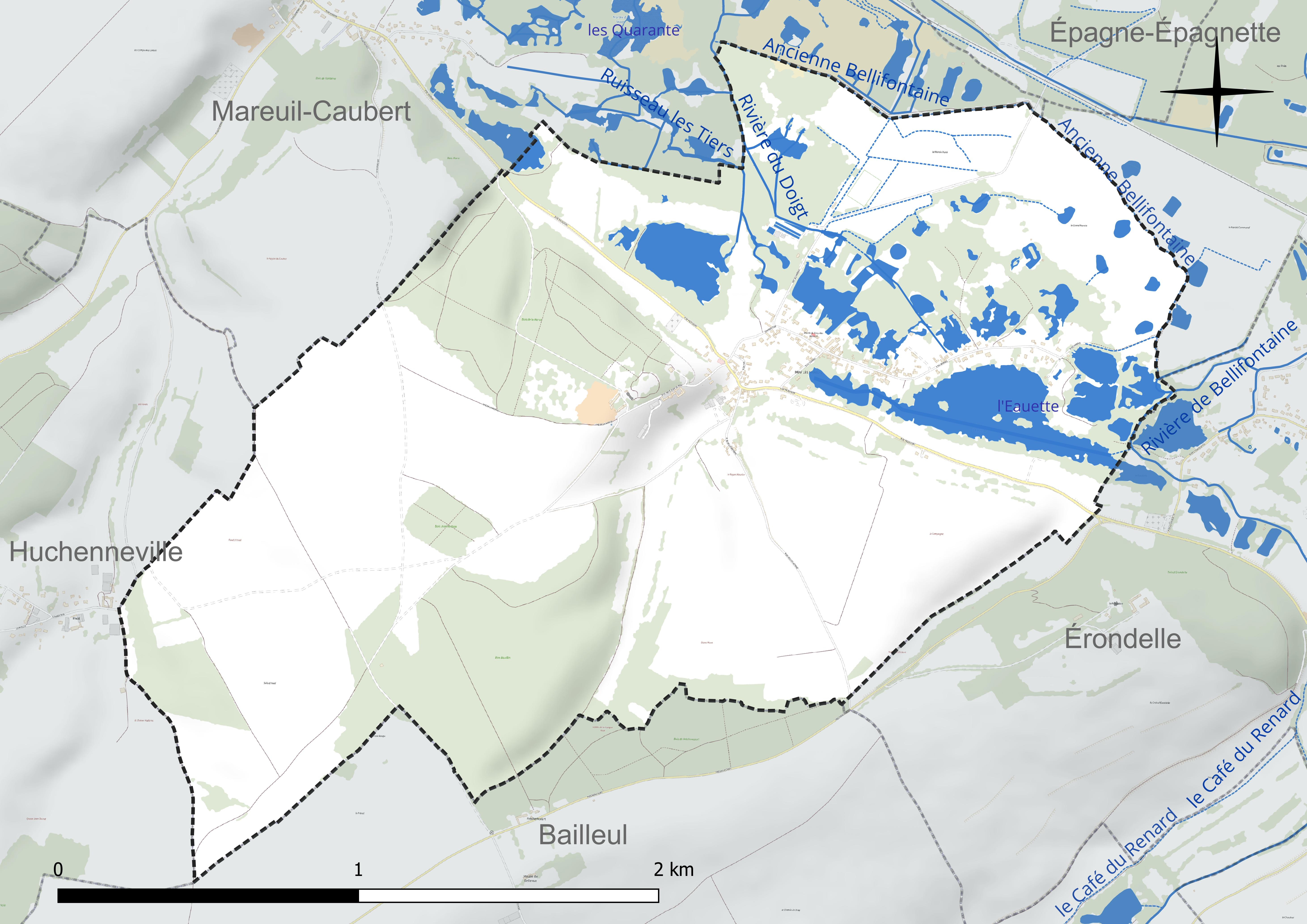
Réseau hydrographique de Bray-lès-Mareuil.

Un plan d'eau complète le réseau hydrographique : l'étang l'Eauette, d'une superficie totale de 12 ha (11,2 ha sur la commune),.

#### Gestion et qualité des eaux
Le territoire communal est couvert par le schéma d'aménagement et de gestion des eaux (SAGE) « Somme aval et Cours d'eau côtiers ». Ce document de planification concerne un territoire de 1 835 km2 de superficie, délimité par le bassin versant de la Somme canalisée. Le périmètre a été arrêté le 29 avril 2010 et le SAGE proprement dit a été approuvé le 6 août 2019. La structure porteuse de l'élaboration et de la mise en œuvre est le syndicat mixte d'aménagement hydraulique du bassin versant de la Somme (AMEVA).
La qualité des cours d'eau peut être consultée sur un site dédié géré par les agences de l'eau et l'Agence française pour la biodiversité.

### Climat
Pour des articles plus généraux, voir Climat des Hauts-de-France et Climat de la Somme.
En 2010, le climat de la commune est de type climat océanique franc, selon une étude du CNRS s'appuyant sur une série de données couvrant la période 1971-2000. En 2020, Météo-France publie une typologie des climats de la France métropolitaine dans laquelle la commune est exposée à un climat océanique et est dans la région climatique Côtes de la Manche orientale, caractérisée par un faible ensoleillement (1 550 h/an) ; forte humidité de l'air (plus de 20 h/jour avec humidité relative > 80 % en hiver), vents forts fréquents.
Pour la période 1971-2000, la température annuelle moyenne est de 10,6 °C, avec une amplitude thermique annuelle de 12,8 °C. Le cumul annuel moyen de précipitations est de 764 mm, avec 12,1 jours de précipitations en janvier et 8,1 jours en juillet. Pour la période 1991-2020, la température moyenne annuelle observée sur la station météorologique la plus proche, située sur la commune d'Abbeville à 6 km à vol d'oiseau, est de 11,0 °C et le cumul annuel moyen de précipitations est de 806,2 mm,. Pour l'avenir, les paramètres climatiques de la commune estimés pour 2050 selon différents scénarios d'émission de gaz à effet de serre sont consultables sur un site dédié publié par Météo-France en novembre 2022.

## Urbanisme

### Typologie
Au 1er janvier 2024, Bray-lès-Mareuil est catégorisée commune rurale à habitat dispersé, selon la nouvelle grille communale de densité à sept niveaux définie par l'Insee en 2022.
Elle est située hors unité urbaine. Par ailleurs la commune fait partie de l'aire d'attraction d'Abbeville, dont elle est une commune de la couronne,. Cette aire, qui regroupe 73 communes, est catégorisée dans les aires de 50 000 à moins de 200 000 habitants,.

### Occupation des sols
L'occupation des sols de la commune, telle qu'elle ressort de la base de données européenne d'occupation biophysique des sols Corine Land Cover (CLC), est marquée par l'importance des territoires agricoles (46,2 % en 2018), une proportion identique à celle de 1990 (46,2 %). La répartition détaillée en 2018 est la suivante : 
terres arables (44,3 %), forêts (30,6 %), zones humides intérieures (8,2 %), eaux continentales (8,2 %), zones urbanisées (6,8 %), prairies (1,9 %). L'évolution de l'occupation des sols de la commune et de ses infrastructures peut être observée sur les différentes représentations cartographiques du territoire : la carte de Cassini (XVIIIe siècle), la carte d'état-major (1820-1866) et les cartes ou photos aériennes de l'IGN pour la période actuelle (1950 à aujourd'hui).

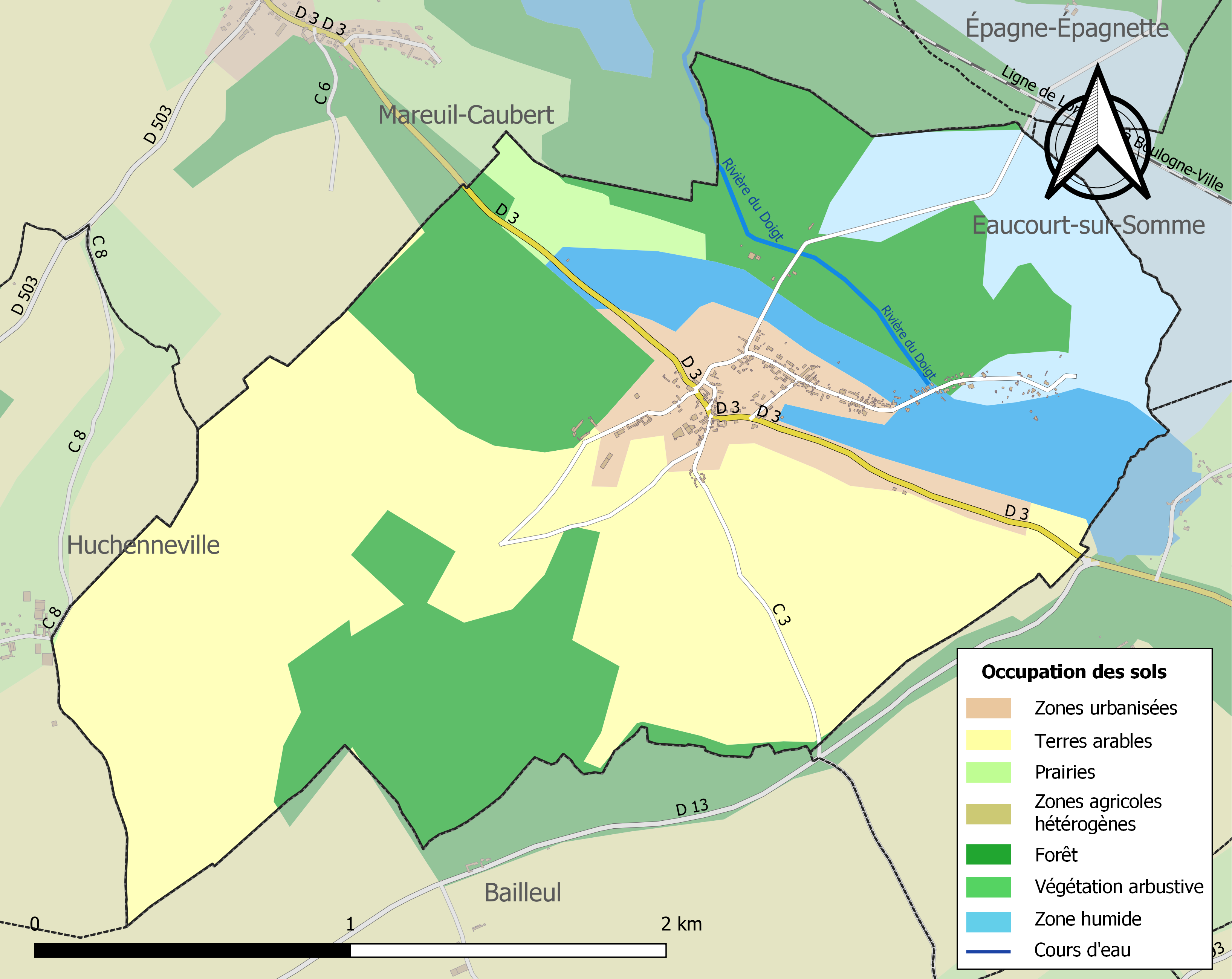
Carte des infrastructures et de l'occupation des sols de la commune en 2018 (CLC).

## Toponymie
Le nom de la localité est attesté sous les formes Bray juxta Marolium en 1301 ; Bray-lès-Marœul en 1507 ; Braye en 1638 ; Bray-lez-Marœil en 1646 ; Bray-prez-Mareuil en 1648 ; Bray en 1710 ; Brai en 1733 ; Bray-sous-Mareuil en 1757 ; Bray-lès-Mareuil en 1763 ; Brai-sous-Mareuil en 1778.

Bray De l'oïl brai « boue, fange, marais », du Gaulois *bracu ( plus exactement *brakus, brakōs) qui a d’abord désigné un « fond de vallée humide » puis un « marais ».
La préposition « lès » permet de signifier la proximité d'un lieu géographique par rapport à un autre lieu. En règle générale, il s'agit d'une localité qui tient à se situer par rapport à une ville voisine plus grande. La commune de Bray indique qu'elle se situe près de Mareuil.
Mareuil est d'origine gauloise, composé de °maro (grand) et de °-ialo qui désignait un espace découvert, une clairière.

## Histoire
Des substructions d'une ferme gauloise ont été découverts par archéologie aérienne.
De 1480 à 1660, les Carpentin sont seigneurs de Bray.
La famille De Marcillac tient la seigneurie de Bray au XVIIIe siècle. Ses armes figurent sur la cloche de l'église, tout comme celles des De Caulières.

## Politique et administration
| Période                                  | Période  | Identité                | Étiquette | Qualité                     |
| ---------------------------------------- | -------- | ----------------------- | --------- | --------------------------- |
| Les données manquantes sont à compléter. |          |                         |           |                             |
| 1793                                     | 1798     | Jacques Florent Croutel |           | Premier maire de la commune |
| Les données manquantes sont à compléter. |          |                         |           |                             |
| mars 2001                                | 2008     | Marc Héricotte          | DVD       |                             |
| mars 2008                                | 2020     | Bruno Dubos             |           |                             |
| 2020                                     | En cours | Maryse Dubos            |           |                             |

## Démographie
L'évolution du nombre d'habitants est connue à travers les recensements de la population effectués dans la commune depuis 1800. Pour les communes de moins de 10 000 habitants, une enquête de recensement portant sur toute la population est réalisée tous les cinq ans, les populations de référence des années intermédiaires étant quant à elles estimées par interpolation ou extrapolation. Pour la commune, le premier recensement exhaustif entrant dans le cadre du nouveau dispositif a été réalisé en 2004.

En 2022, la commune comptait 250 habitants, en évolution de +5,04 % par rapport à 2016 (Somme : −1,26 %, France hors Mayotte : +2,11 %).
| 1800 | 1806 | 1821 | 1831 | 1836 | 1841 | 1846 | 1851 | 1856 |
| ---- | ---- | ---- | ---- | ---- | ---- | ---- | ---- | ---- |
| 253  | 230  | 283  | 317  | 327  | 348  | 360  | 386  | 408  |

| 1861 | 1866 | 1872 | 1876 | 1881 | 1886 | 1891 | 1896 | 1901 |
| ---- | ---- | ---- | ---- | ---- | ---- | ---- | ---- | ---- |
| 414  | 425  | 399  | 351  | 378  | 340  | 328  | 315  | 300  |

| 1906 | 1911 | 1921 | 1926 | 1931 | 1936 | 1946 | 1954 | 1962 |
| ---- | ---- | ---- | ---- | ---- | ---- | ---- | ---- | ---- |
| 307  | 276  | 278  | 245  | 237  | 225  | 214  | 174  | 208  |

| 1968 | 1975 | 1982 | 1990 | 1999 | 2004 | 2006 | 2009 | 2014 |
| ---- | ---- | ---- | ---- | ---- | ---- | ---- | ---- | ---- |
| 273  | 261  | 234  | 230  | 221  | 232  | 232  | 255  | 245  |

| 2019 | 2022 | - | - | - | - | - | - | - |
| ---- | ---- | - | - | - | - | - | - | - |
| 244  | 250  | - | - | - | - | - | - | - |

## Culture locale et patrimoine

### Lieux et monuments
- Église Notre-Dame-de-la-Nativité.

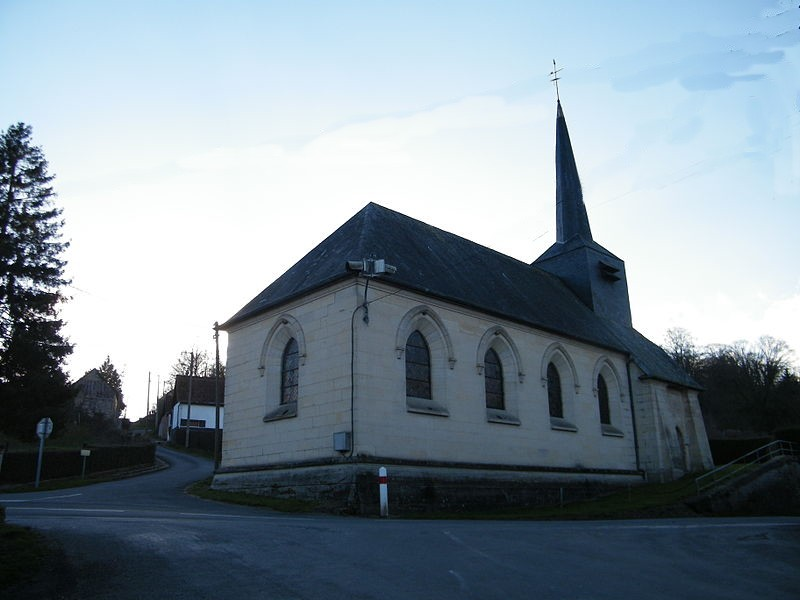
Notre-Dame.
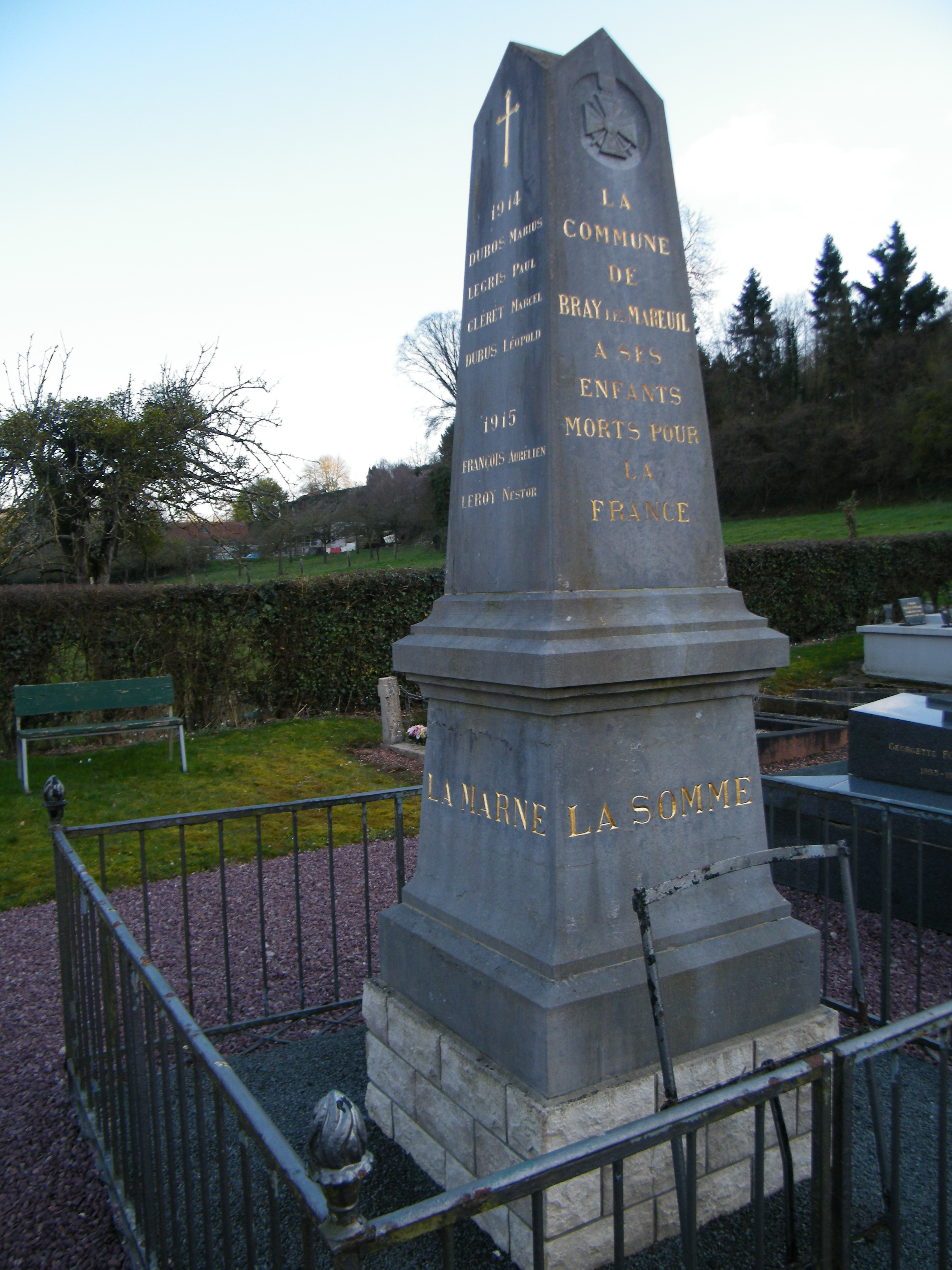
Monument aux morts.
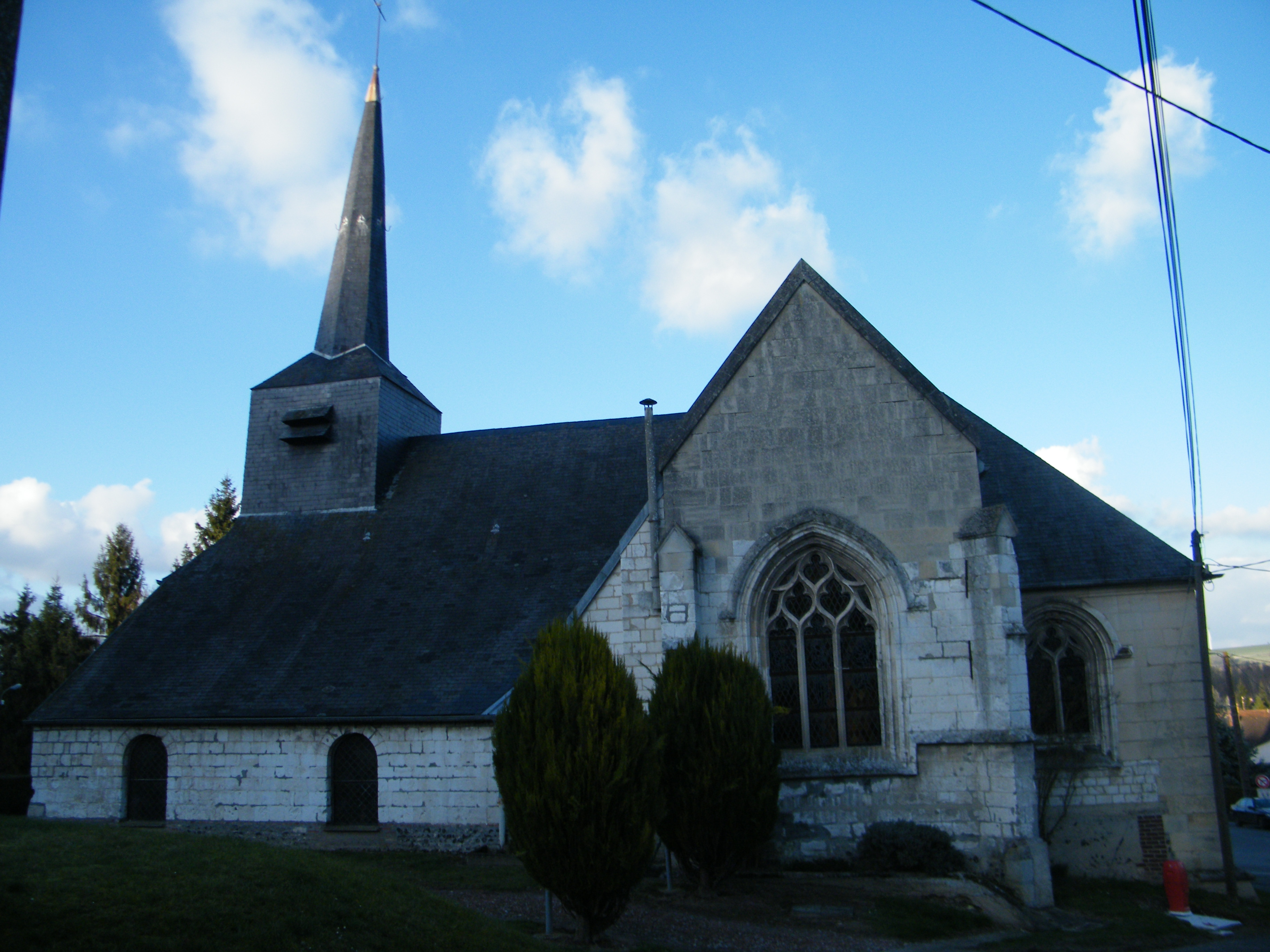
Autre vue de l'église.

- Château avec jardin d'agrément. Le château est construit vers 1850 par une personnalité locale. Transformé en institution religieuse, il est occupé par l'armée allemande pendant la Deuxième Guerre mondiale. 
Utilisé ensuite pour l'accueil de « classes vertes », il est finalement destiné à l'accueil touristique[30].

### Héraldique
| Blason de Bray-lès-Mareuil | Blason  | De sinople au héron d'argent, becqué et membré d'or, accosté de deux coquilles d'or ; au chef d'argent chargé de trois fleurs de lis au pied nourri de gueules.                  |
| Blason de Bray-lès-Mareuil | Détails | Les fleurs de lys et les coquilles évoquent les seigneuries tandis que le héron suggère les marais mentionnés dans le nom du village. Création: J. Dulphy. Adopté le 2 juin 2006 |

### Personnalités liées à la commune
- Robert Mallet (1915-2002), originaire de la commune, homme de lettres (poète, dramaturge et romancier) et de radio (entretiens avec Paul Léautaud, entretiens avec Jean Paulhan, émission Belles Lettres) en même temps que conseiller littéraire et directeur de collections chez Gallimard (1949-1959), il fut aussi un haut fonctionnaire de l'Éducation nationale (recteur de l'académie d'Amiens 1964-1969, puis de Paris 1969-1980). Il présida le comité des cérémonies du Millénaire de la dynastie capétienne (1987) et anima le combat pour la protection des sites de Saint-Valery-sur-Somme et de la baie de Somme.
- Didier Thueux (né en 1966 à Mareuil-Caubert), coureur cycliste français, champion de France 1984 de cyclo-cross junior et deuxième d'une étape du Tour d'Italie 1991, est habitant de Bray-lès-Mareuil.